# Stäublinge
Die Stäublinge (Lycoperdon) sind eine Pilzgattung aus der Familie der Champignonverwandten (Agaricaceae). Bis auf den Hasen-Stäubling (Lycoperdon utriformis) sind Stäublinge in einen sterilen Stiel- und einen sporenproduzierenden Kopfteil gegliedert. Der Name bezieht sich auf die reifen Fruchtkörper, deren Sporenstaub im Inneren bei Berührung oder auf Druck in einer deutlichen Wolke verpufft.

## Merkmale
Die Fruchtkörper sind mehr oder weniger birnenförmig. Unter dem gekammerten Basalteil, der die Sporen samt Capillitium trägt (Gleba), findet sich ein gekammerter, steriler Fruchtkörperteil (Subgleba). Nach der Reife öffnen sich die Pilze am Scheitel mit einem Loch. Die Peridie, das heißt die äußere Abdeckung des Fruchtkörpers, ist doppelt. Die äußere Peridie ist häufig stachelig bis warzig abschuppend.

## Ökologie
Die Stäublinge sind saprobiontische Bodenbewohner.

## Systematik
Die Gattung der Stäublinge gehörte früher zur inzwischen obsoleten Unterklasse der Bauchpilze (Gastromycetidae) und dort zur Ordnung der Stäublingsartigen (Lycoperdales). Heute wird sie der Ordnung Champignonartige (Agaricales) in der Unterklasse Agaricomycetidae zugeordnet.

## Arten

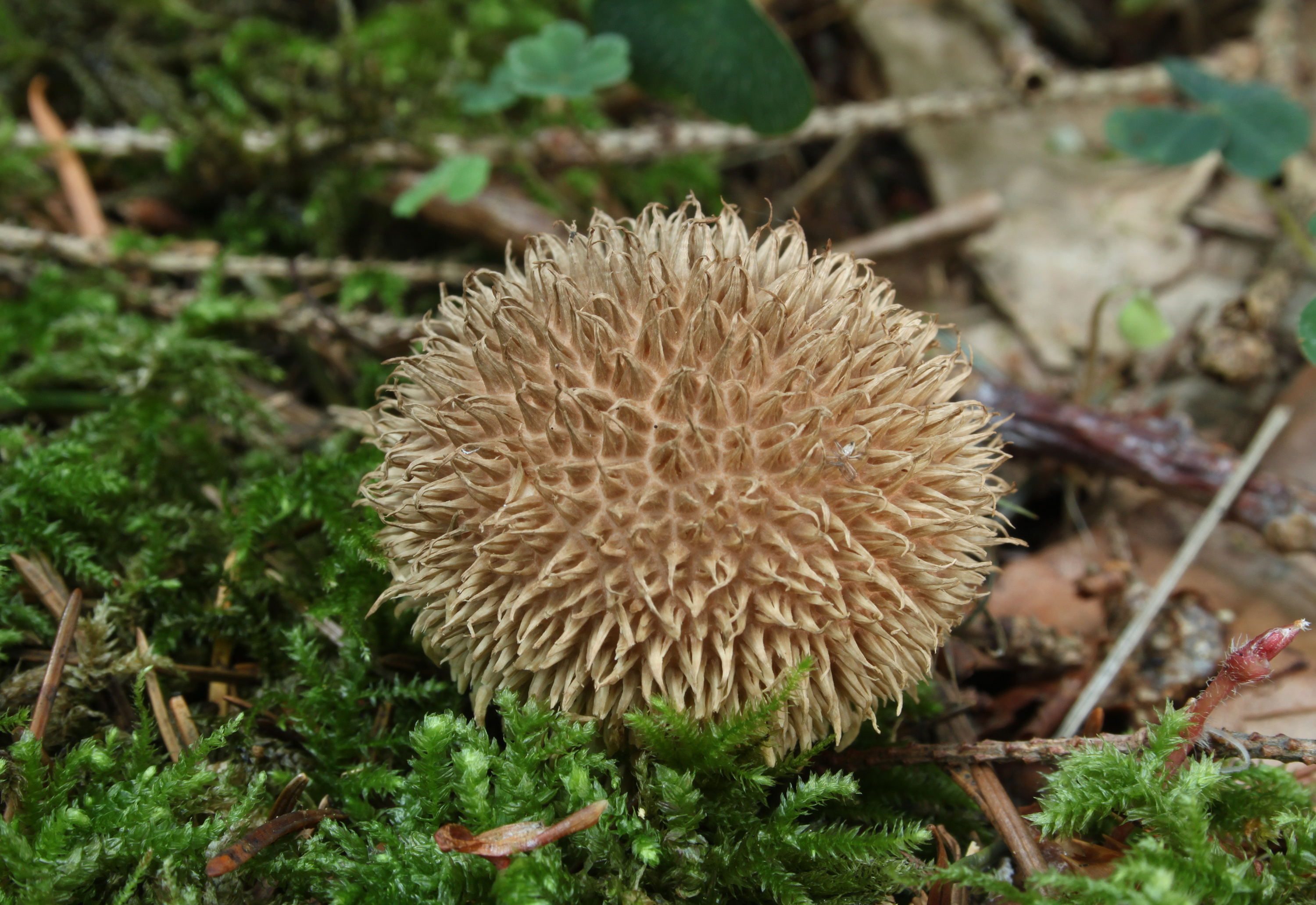
Igel-Stäubling Lycoperdon echinatum
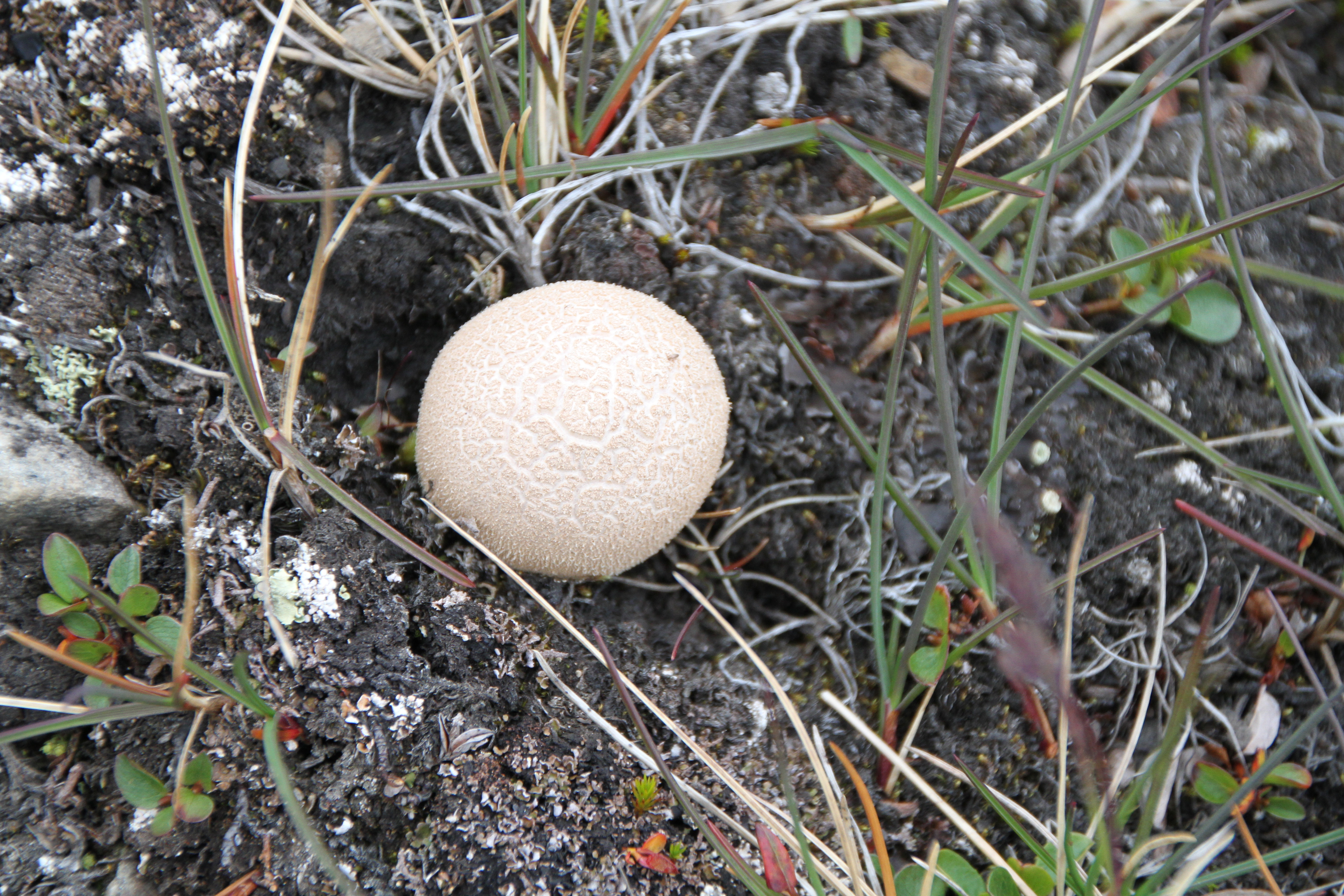
Zwergweiden-Stäubling Lycoperdon frigidum
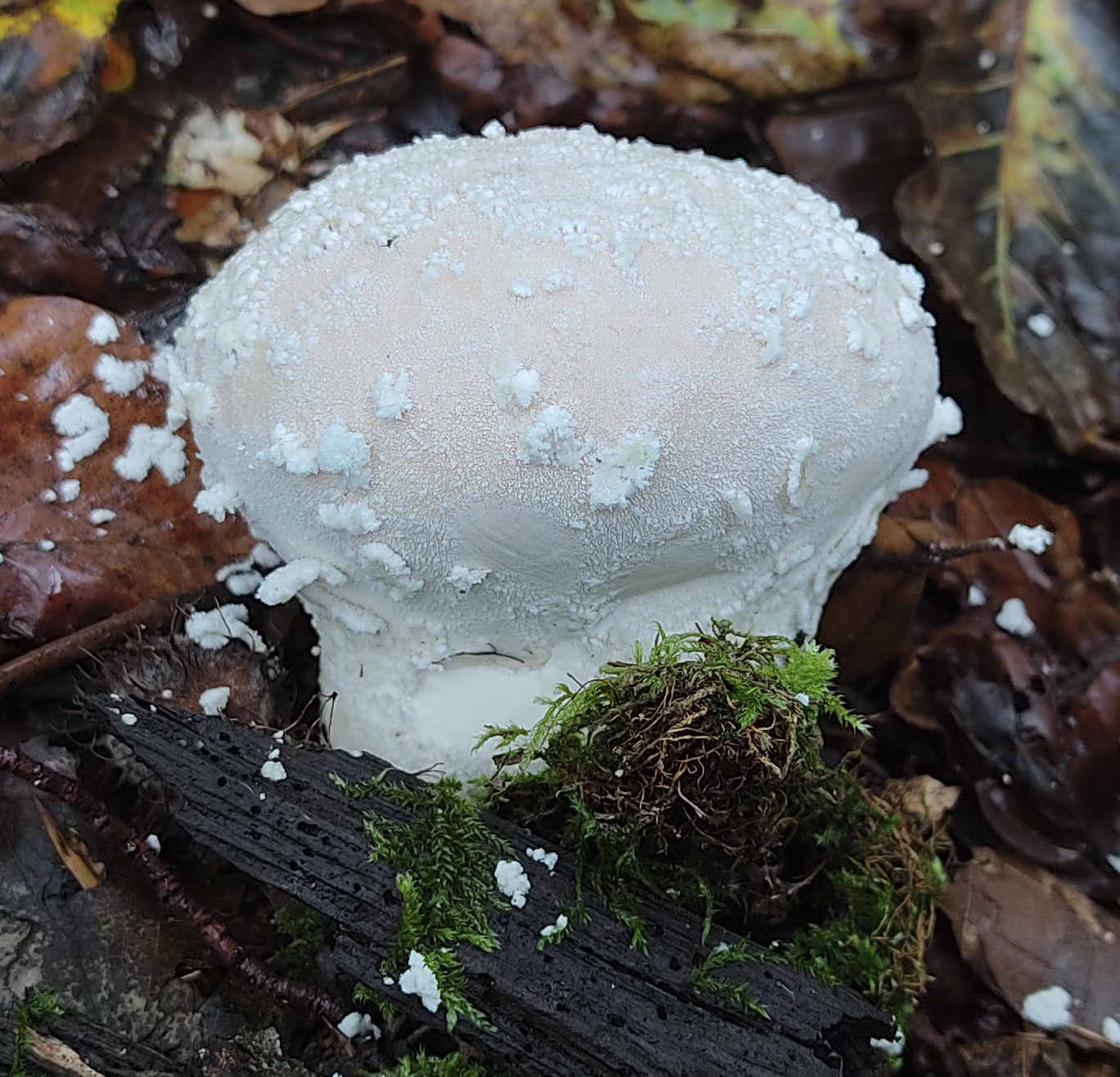
Flocken-Stäubling Lycoperdon mammiforme
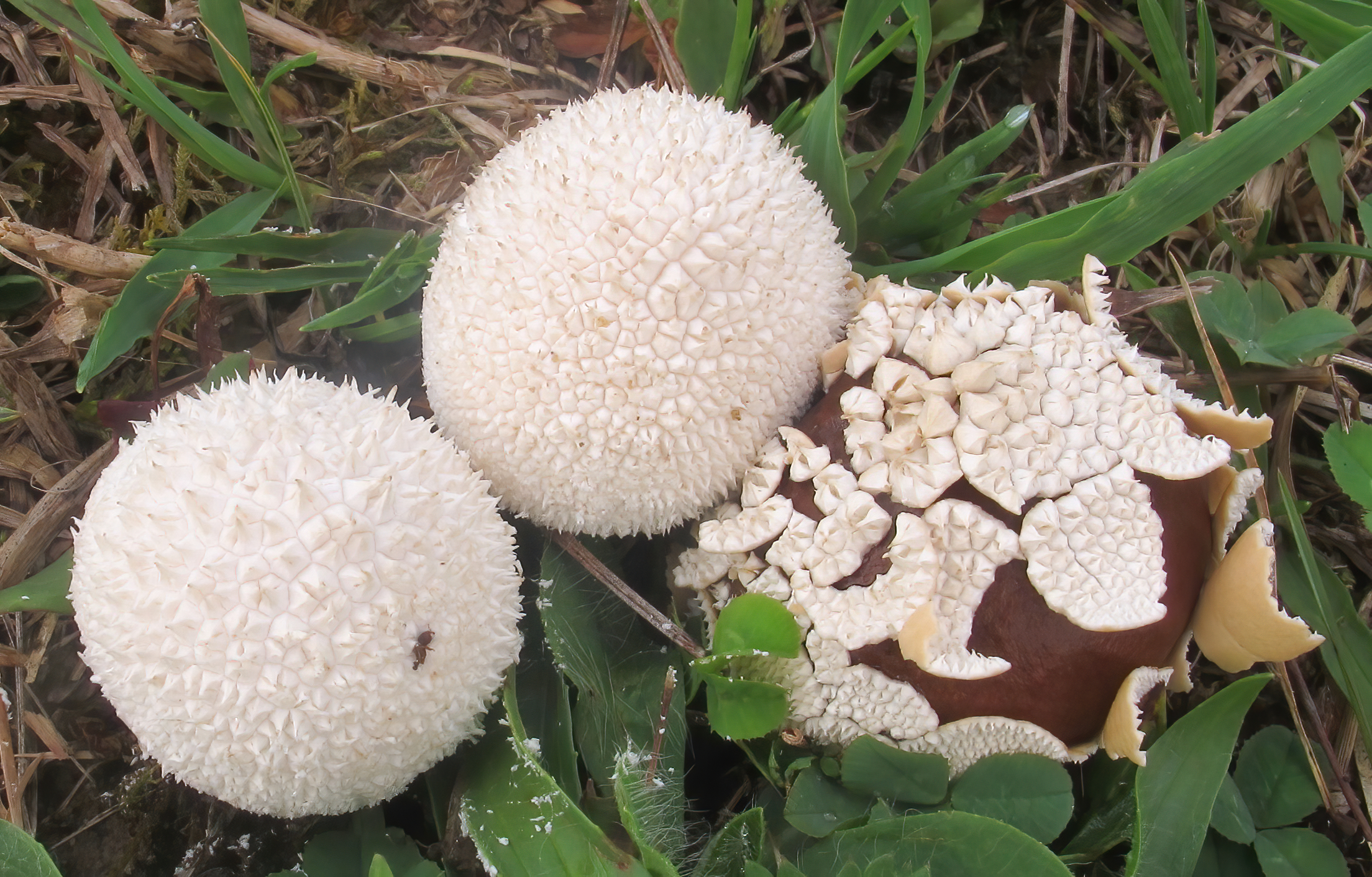
Abblätternder Stäubling Lycoperdon marginatum
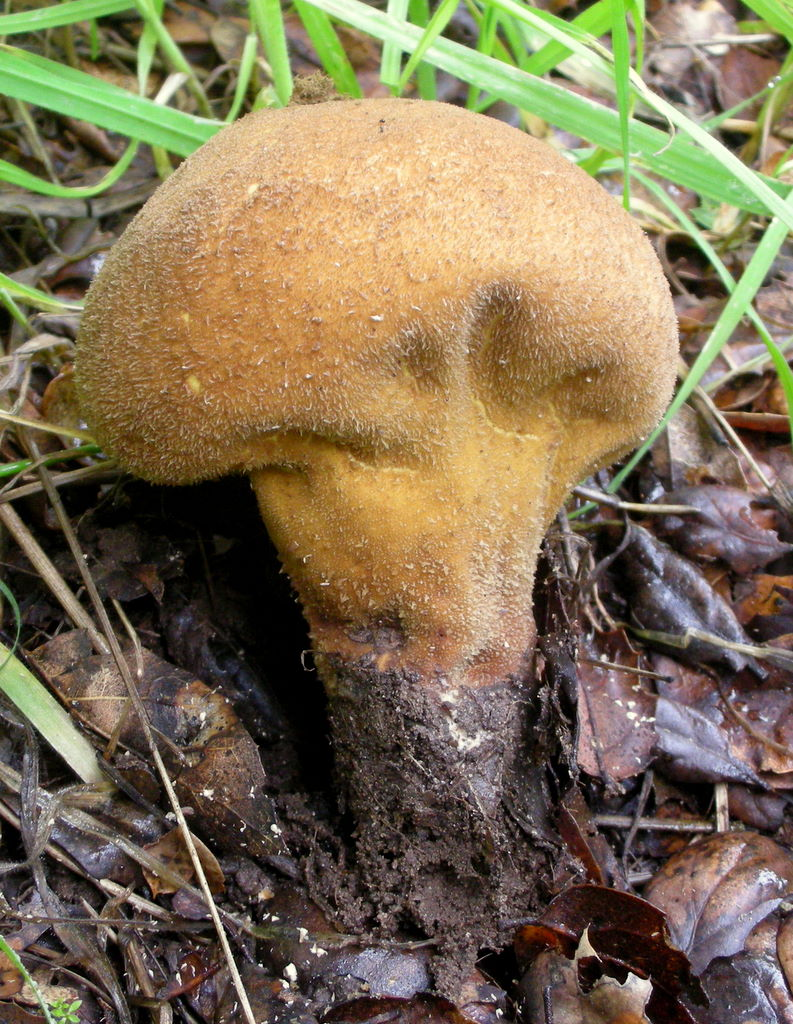
Weicher Stäubling Lycoperdon molle
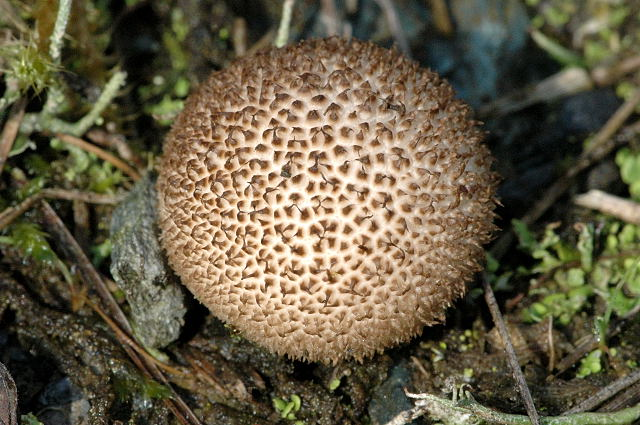
Stinkender Stäubling Lycoperdon nigrescens
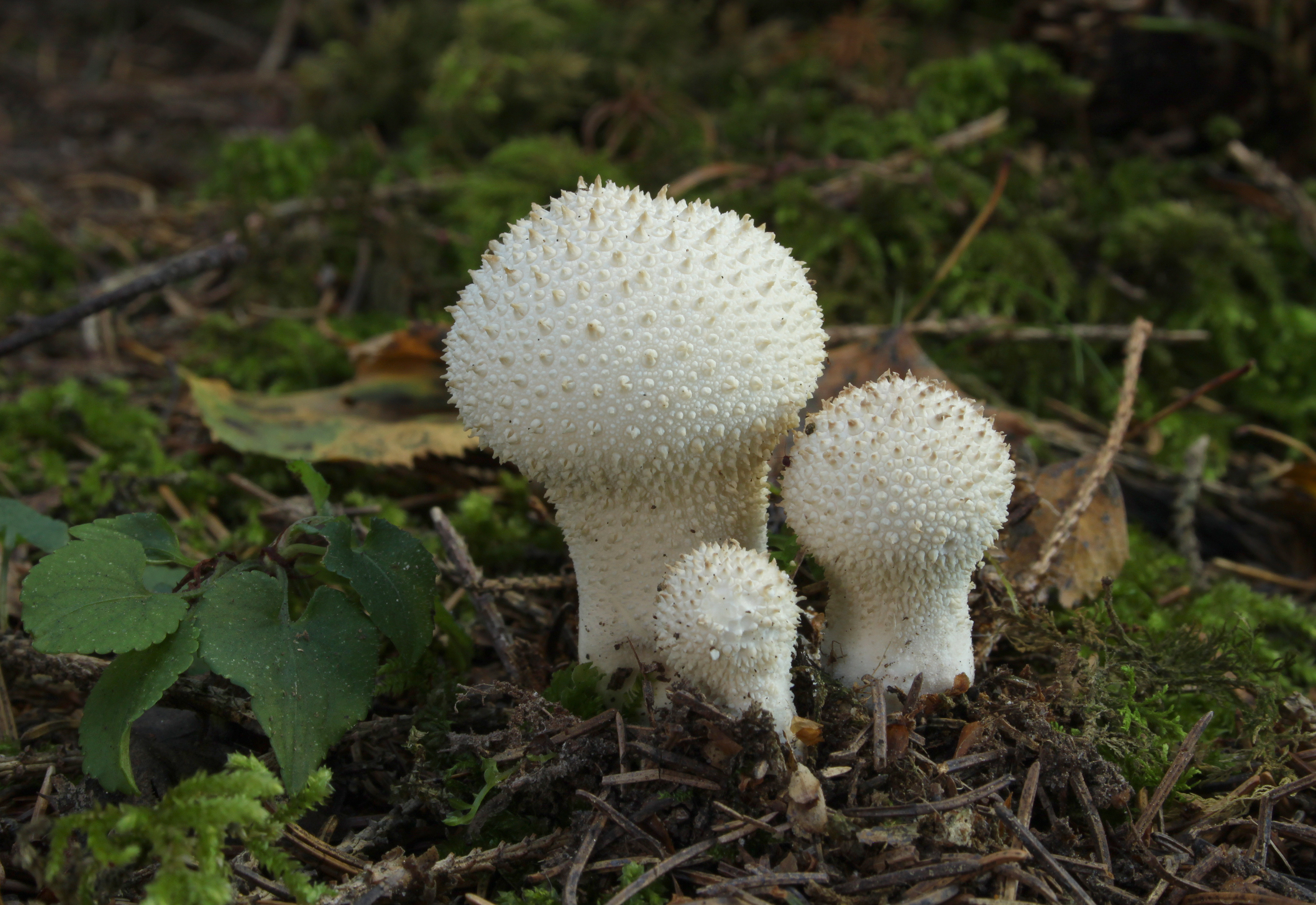
Flaschen-Stäubling Lycoperdon perlatum
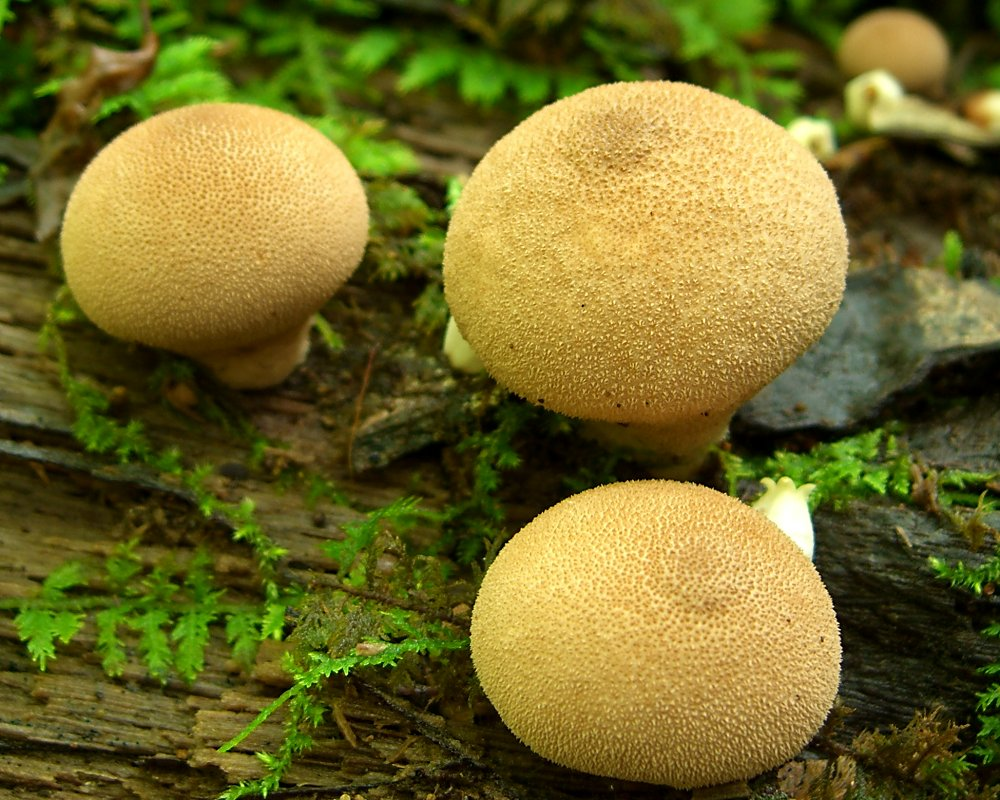
Brauner Torfmoos-Stäubling Lycoperdon subincarnatum
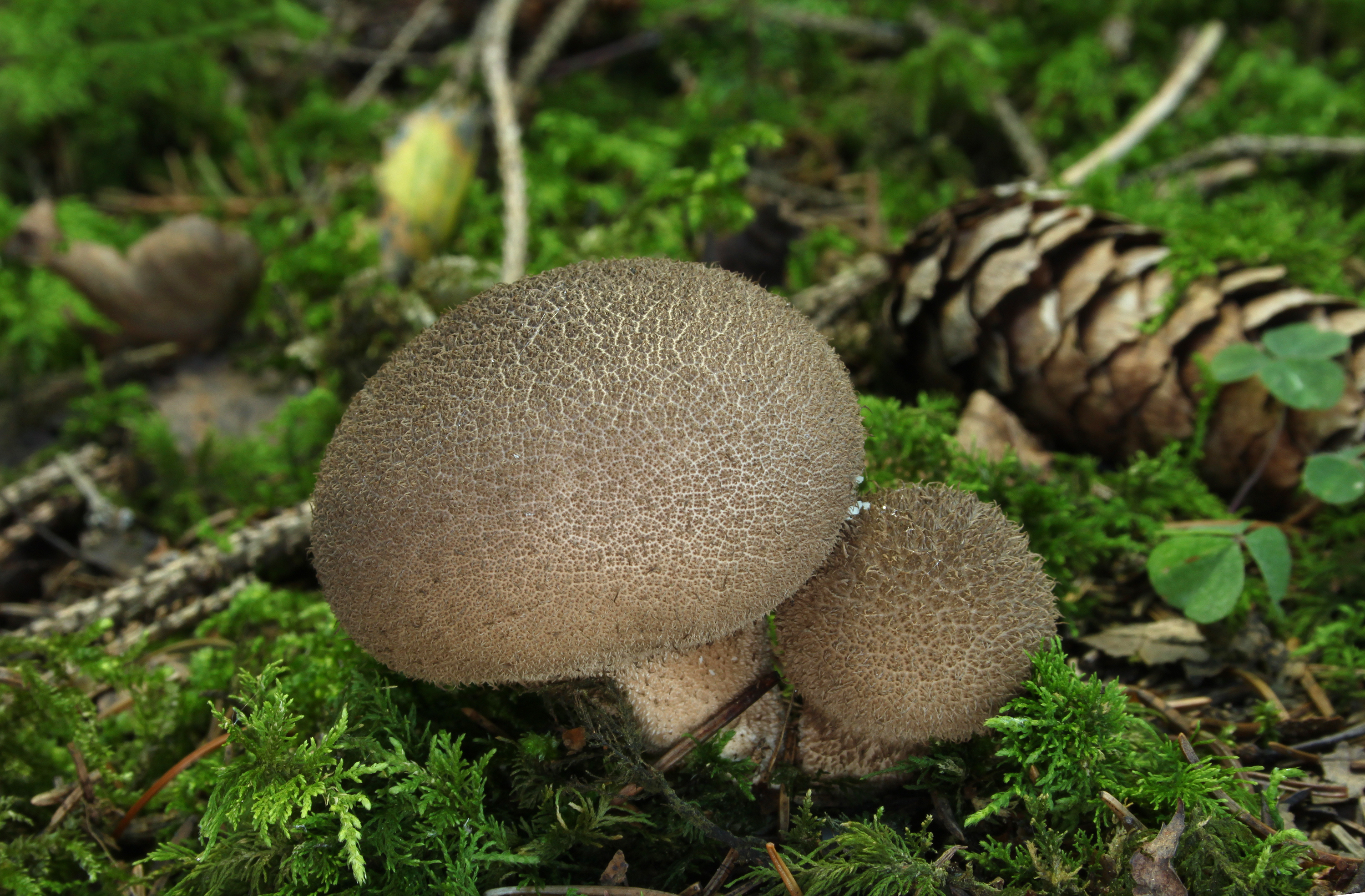
Brauner Stäubling Lycoperdon umbrinum

Weltweit kommen ca. 50 Arten vor. Für Europa sind folgende Taxa bekannt bzw. zu erwarten:
| Stäublinge (Lycoperdon) in Europa |                                                     |                                              |
| \| Deutscher Name \| Wissenschaftlicher Name \| Autorenzitat \| \| ------------------------------ \| --------------------------------------------------- \| -------------------------------------------- \| \| Hochgebirgs-Stäubling \| Lycoperdon altimontanum \| Kreisel 1976 \| \| Purpurschwarzer Stäubling \| Lycoperdon atropurpureum \| Vittadini 1842 \| \| Geschwänztsporiger Stäubling \| Lycoperdon caudatum \| J. Schröter in Cohn 1889 \| \| Kreideweißer Stäubling \| Lycoperdon cretaceum \| Berkeley 1880 \| \| Steppen-Stäubling \| Lycoperdon decipiens \| Durieu & Montagne in Durieu 1848 \| \| Winziger oder Zwerg-Stäubling \| Lycoperdon dermoxanthum \| Vittadini 1842 \| \| Igel-Stäubling \| Lycoperdon echinatum \| Persoon 1797 : Persoon 1801 \| \| Heide-Stäubling \| Lycoperdon ericaeum var. ericaeum \| Bonorden 1857 \| \| \| Lycoperdon ericaeum var. subareolatum \| (Kreisel 1962) Demoulin 1979 \| \| \| Lycoperdon estonicum \| Demoulin 1972 \| \| Beutel-Stäubling \| Lycoperdon excipuliforme \| (Scopoli 1772 : Persoon 1801) Schaeffer 1774 \| \| \| Lycoperdon floccosum \| Lloyd 1905 \| \| \| Lycoperdon floridanum \| (A.H. Smith 1974) comb. prov. \| \| Zwergweiden-Stäubling \| Lycoperdon frigidum \| Demoulin 1972 \| \| Dunkelbrauner Stäubling \| Lycoperdon lambinonii \| Demoulin 1972 \| \| Graubrauner Grasland-Stäubling \| Lycoperdon lividum \| Persoon 1809 \| \| Flocken-Stäubling \| Lycoperdon mammiforme beschrieben als „mammaeforme“ \| Persoon 1801 : Persoon 1801 \| \| Abblätternder Stäubling \| Lycoperdon marginatum \| Vittadini 1842 \| \| Weicher Stäubling \| Lycoperdon molle \| Persoon 1800 : Persoon 1801 \| \| Stinkender Stäubling \| Lycoperdon nigrescens \| Persoon 1794 \| \| \| Lycoperdon niveum \| Kreisel 1969 \| \| Nordischer Stäubling \| Lycoperdon norvegicum \| Demoulin 1971 \| \| Flaschen-Stäubling \| Lycoperdon perlatum \| Persoon 1796 : Persoon 1801 \| \| Wiesen-Stäubling \| Lycoperdon pratense \| Persoon 1794 : Persoon 1801 \| \| Wurzelnder Stäubling \| Lycoperdon radicatum \| Durieu & Montagne in Durieu 1848 \| \| Feinrissiger Stäubling \| Lycoperdon rimulatum \| Peck in herb. ex Trelease 1889 \| \| Brauner Torfmoos-Stäubling \| Lycoperdon subincarnatum \| Peck 1872 \| \| Tatra-Stäubling \| Lycoperdon turneri \| Ellis & Everhart 1885 \| \| Falscher Umber-Stäubling \| Lycoperdon umbrinoides \| Dissing & M. Lange 1962 \| \| Brauner Stäubling \| Lycoperdon umbrinum \| Persoon 1797 : Persoon 1801 \| \| Hasen-Stäubling \| Lycoperdon utriforme \| Bulliard 1790 : Persoon 1801 \| \| \| Lycoperdon utriforme var. hungaricum \| (Hollós 1904) comb. prov. \| |                                                     |                                              |
| Deutscher Name | Wissenschaftlicher Name                             | Autorenzitat                                 |
| Hochgebirgs-Stäubling | Lycoperdon altimontanum                             | Kreisel 1976                                 |
| Purpurschwarzer Stäubling | Lycoperdon atropurpureum                            | Vittadini 1842                               |
| Geschwänztsporiger Stäubling | Lycoperdon caudatum                                 | J. Schröter in Cohn 1889                     |
| Kreideweißer Stäubling | Lycoperdon cretaceum                                | Berkeley 1880                                |
| Steppen-Stäubling | Lycoperdon decipiens                                | Durieu & Montagne in Durieu 1848             |
| Winziger oder Zwerg-Stäubling | Lycoperdon dermoxanthum                             | Vittadini 1842                               |
| Igel-Stäubling | Lycoperdon echinatum                                | Persoon 1797 : Persoon 1801                  |
| Heide-Stäubling | Lycoperdon ericaeum var. ericaeum                   | Bonorden 1857                                |
| | Lycoperdon ericaeum var. subareolatum               | (Kreisel 1962) Demoulin 1979                 |
| | Lycoperdon estonicum                                | Demoulin 1972                                |
| Beutel-Stäubling | Lycoperdon excipuliforme                            | (Scopoli 1772 : Persoon 1801) Schaeffer 1774 |
| | Lycoperdon floccosum                                | Lloyd 1905                                   |
| | Lycoperdon floridanum                               | (A.H. Smith 1974) comb. prov.                |
| Zwergweiden-Stäubling | Lycoperdon frigidum                                 | Demoulin 1972                                |
| Dunkelbrauner Stäubling | Lycoperdon lambinonii                               | Demoulin 1972                                |
| Graubrauner Grasland-Stäubling | Lycoperdon lividum                                  | Persoon 1809                                 |
| Flocken-Stäubling | Lycoperdon mammiforme beschrieben als „mammaeforme“ | Persoon 1801 : Persoon 1801                  |
| Abblätternder Stäubling | Lycoperdon marginatum                               | Vittadini 1842                               |
| Weicher Stäubling | Lycoperdon molle                                    | Persoon 1800 : Persoon 1801                  |
| Stinkender Stäubling | Lycoperdon nigrescens                               | Persoon 1794                                 |
| | Lycoperdon niveum                                   | Kreisel 1969                                 |
| Nordischer Stäubling | Lycoperdon norvegicum                               | Demoulin 1971                                |
| Flaschen-Stäubling | Lycoperdon perlatum                                 | Persoon 1796 : Persoon 1801                  |
| Wiesen-Stäubling | Lycoperdon pratense                                 | Persoon 1794 : Persoon 1801                  |
| Wurzelnder Stäubling | Lycoperdon radicatum                                | Durieu & Montagne in Durieu 1848             |
| Feinrissiger Stäubling | Lycoperdon rimulatum                                | Peck in herb. ex Trelease 1889               |
| Brauner Torfmoos-Stäubling | Lycoperdon subincarnatum                            | Peck 1872                                    |
| Tatra-Stäubling | Lycoperdon turneri                                  | Ellis & Everhart 1885                        |
| Falscher Umber-Stäubling | Lycoperdon umbrinoides                              | Dissing & M. Lange 1962                      |
| Brauner Stäubling | Lycoperdon umbrinum                                 | Persoon 1797 : Persoon 1801                  |
| Hasen-Stäubling | Lycoperdon utriforme                                | Bulliard 1790 : Persoon 1801                 |
| | Lycoperdon utriforme var. hungaricum                | (Hollós 1904) comb. prov.                    |

- Igel-Stäubling
Lycoperdon echinatum
- Zwergweiden-Stäubling
Lycoperdon frigidum
- Flocken-Stäubling
Lycoperdon mammiforme
- Abblätternder Stäubling
Lycoperdon marginatum
- Weicher Stäubling
Lycoperdon molle
- Stinkender Stäubling
Lycoperdon nigrescens
- Flaschen-Stäubling
Lycoperdon perlatum
- Brauner Torfmoos-Stäubling
Lycoperdon subincarnatum
- Brauner Stäubling
Lycoperdon umbrinum